# Onkel Jule

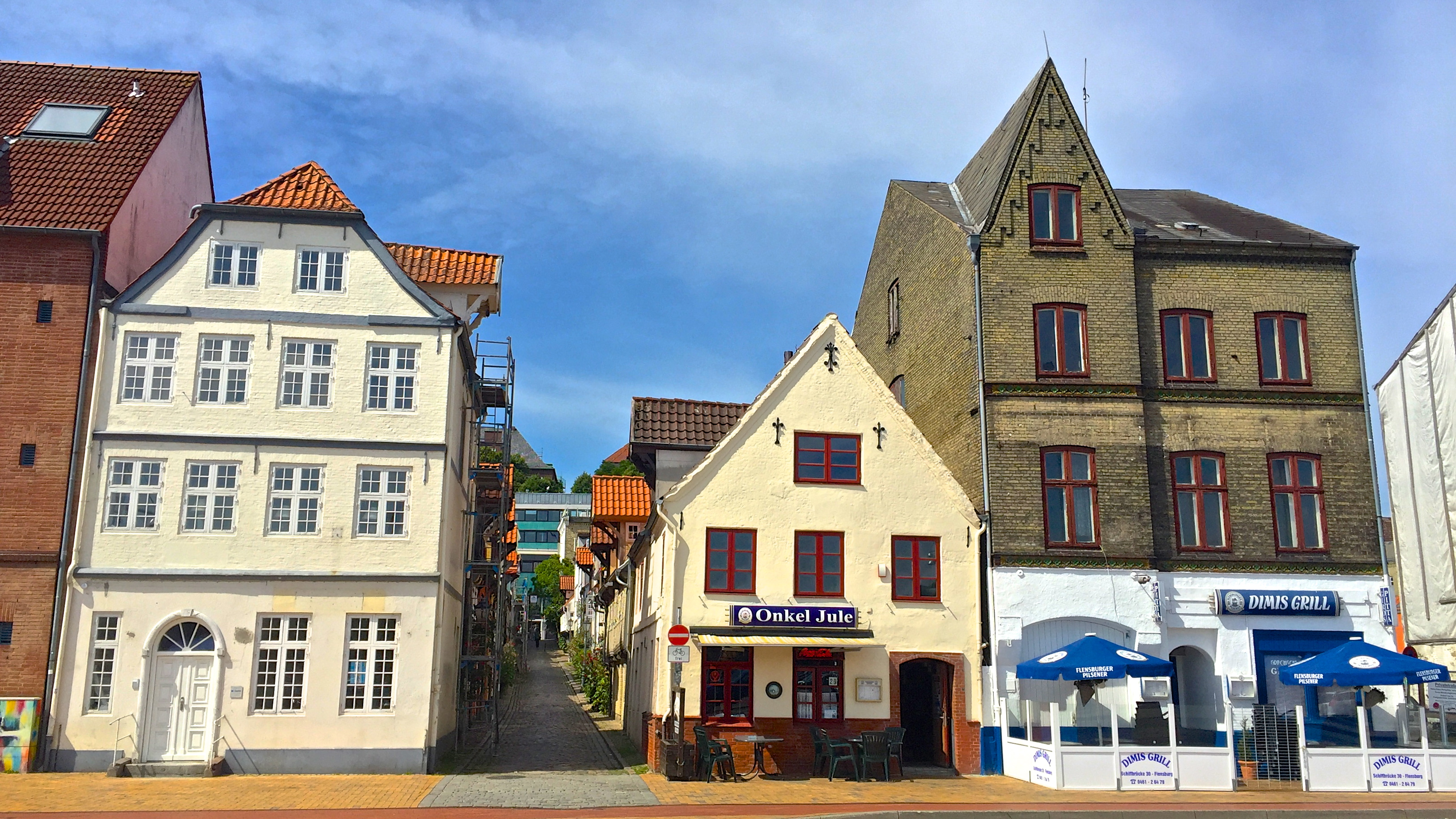
Die Gaststätte Onkel Jule an der rechten Ecke des Oluf-Samson-Gangs

Die Gaststätte Onkel Jule in Flensburg in der Schiffbrücke Nr. 29 gehört zu den Kulturdenkmalen der Stadt.

## Hintergrund
Das zweigeschossige verputzte Giebelhaus wurde im 18. Jahrhundert errichtet. Seit 1843 dient es als Gaststätte. Auf der Traufseite zum Oluf-Samson-Gang blieb aus diesen alten Zeiten bis heute ein Kranerker erhalten. Nach dem Zweiten Weltkrieg trug die kleine Gaststätte den Namen „Cap Horn“. Die heutige Kneipe „Onkel Jule“ bezeichnet sich mittlerweile als „älteste Hafenkneipe Flensburgs“.